# MsConfig
MsConfig (msconfig.exe) est un programme présent dans diverses versions de Windows (à partir de Windows 98) permettant de consulter et de modifier la configuration du démarrage de Windows.
MsConfig permet, entre autres, de supprimer des processus chargés au démarrage de Windows ou d'empêcher le démarrage de certains programmes lors du démarrage de Windows.

## Fonctions de MsConfig
Les fonctions de MsConfig sont groupées sous 6 onglets :
- l'onglet Général pour sélectionner un mode de démarrage ;
- l'onglet SYSTEM.INI pour modifier les paramètres de certains périphériques ;
- l'onglet WIN.INI pour éditer certains paramètres de Windows, comme l'arrière-plan ou les couleurs ;
- l'onglet BOOT.INI pour définir les options de démarrage et notamment activer un menu de démarrage ;
- l'onglet Services pour choisir les processus chargés automatiquement au démarrage ;
- l'onglet Démarrage pour choisir les programmes lancés au démarrage de Windows.